# بكري الطرابيشي
الشيخ بكري الطرابيشي (1338- 1433 هـ/ 1921- 2012م) عالم سوري، من شيوخ القرَّاء، وأعلى قرَّاء القرآن إسنادًا في العالم من طريق الشاطبية، تخرَّج به عشرات الحفَّاظ والمقرئين. 

## مولده ونشأته
ولد الشيخ بكري  بن عبد المجيد بن بكري الطرابيشي في دمشق سنة 1338 للهجرة 1921م في بيت علم ودين وسنة وتوفي في دبي يوم الخميس غرة ربيع الآخر 1433 هـ وكان والده الشيخ عبد المجيد الطرابيشي من فقهاء دمشق في المذهب الحنفي وممن اختارهم الملك فيصل بن الحسين إلى خاصته حينما كان ملكاً على بلاد الشام بعد سقوط حكم السلطنة العثمانية عام 1918م. ويُعتبر من خواص تلامذة العلامة عبد القادر بدران الحنبلي، ومجازاً منه.
حفظ الشيخ بكري القرآن وهو في الثانية عشرة من عمره، وأتقنه حفظاً وتلاوة في عمر الخامسة عشرة، واشتغل مع والده ثم أخيه في التجارة، في العصرونية، ثم اتجه للعقار، وكانت له أيادٍ مباشرة وغير مباشرة في بناء عدد من المساجد، خصوصاً في حي المهاجرين، ومنها: جامع الخير، وجامع المرابط، وجامع الحمد، وله مساع في عمارة مساكن للفقراء. ويعتبر من مؤسسي حركة الإخوان المسلمين في دمشق، وكان مسؤولها المالي.

## شيوخه
حينما كان في الثانية عشرة أخذه والده إلى الشيخ عبد الوهاب الحافظ الشهير بدبس وزيت، ولما وجد لدى الشيخ عبد الوهاب مشقة وتشديداً في الإقراء انتقل إلى التتلمذ على يد الشيخ عزالدين العرقسوسي، وعندما بلغ العشرين من عمره قرأ الشيخ بكري على يد الشيخ عبد القادر الصباغ الذي أخذ القراءة على الشيخ أحمد الحلواني الكبير، وقد أجازه الشيخ محمد سليم الحلواني سنة 1942 في القراءات السبع من طريق الشاطبية، وكان آخر من أجازه الشيخ محمد سليم الحلواني فقد توفي بعد ذلك بوقت قصير. لاحقاً أخذ الشيخ بكري الطرابيشي القراءات العشر على قرينه الشيخ محمود فائز الديرعطاني، ويحمل الشيخ بكري اليوم أعلى سند على وجه الأرض، بينه وبين رسول الله صلى الله عليه وسلم سبعاً وعشرون قارئاً بنفس الدرجة التي هو عليها اليوم، وتوفي آخر قِرْن له منذ أكثر من ثلاثين عاماً. وتدبج الإجازة لاحقاً مع الشيخين عبد الله بن عبد العزيز العقيل، وزهير الشاويش.

## طلابه
لم يترك الشيخ بكري آثاراً مكتوبة له سوى قصائد منها واحدة في سنده، لكنه ترك طلابًا باتوا من أفاضل القرَّاء، منهم: عبد الهادي الطباع ووئام بن رشيد بدر ومحيي الدين أبو حرب ومحمد فياض الحمود وياسين أحمد قاروط في دمشق، ومحمد شقرون في الإمارات، وحسام سبسبي وفواز الدوماني في الكويت، ومحمد بوركاب في الجزائر، وعمر ماروق في لبنان، وعصام عبد المولى ومحمود بن تركي الدليمي في الأردن، وحسين فياض الحمود في تركيا، وإحسان محمد خضرة في قطر، وعبد الله محمد خضرة في أمريكا، ومفتاح السلطني في كندا، وشيرزاد عبد الرحمن طاهر في العراق، وهي آخر إجازة أجازها الشيخ بكري برواية حفص. وجميعهم سلكوا درب شيخهم وأقاموا دورًا ودورات لتحفيظ القرآن وإجازة الحفاظ.

## كتب عنه
أعدَّ المكتب الإسلامي ببيروت كتابًا بعنوان "السندان الأعليان في تلاوة القرآن الكريم للشيخ بكري الطرابيشي، ورواية السنة النبوية للشيخ زهير الشاويش في الشام" تناول سند قراءات القرآن الكريم ومنزلتها في الإسلام، وسند الشيخ بكري الطرابيشي الأعلى رواية القرآن الكريم بقراءاته.

## سنده الأعلى
نظم الشيخ الطرابيشي سنده نظمًا في أربعين بيتًا ذكر فيها تسلسل أخذ الإجازة منه وصولًا إلى سند الإمام الشاطبي، منها:

#### سلسلة سنده بالقرآن
(1) بكري بن عبد المجيد بن بكري الطرابيشي وهو على
(2) محمد سليم الحلواني وهو على والده
(3) أحمد الحلواني الكبير وهو على
(4) الشيخ أحمد المرزوقي المالكي وهو على
(5) شيخ القراء بالديار المصرية الشيخ إبراهيم العبيدي الحسني المقرئ المالكي الأزهري (كان حياً عام 1237 هـ) وهو على
(6) الشيخ عبد الرحمن بن عبد الله بن حسن بن عمر الأجهوري الفقيه المالكي المقري (المتوفى سنة 1198 هـ) وهو على
(7) الشيخ الشهاب أبي السماح أحمد بن رجب بن محمد البقري القاهري الشافعي (1074 – 1189 هـ) وهو على
(8) شيخ قراء زمانه محمد بن قاسم بن إسماعيل البقري ( 1018 ـ 1111 هـ) وهو على
(9) شيخ قراء مصر عبد الرحمن بن شحاذة اليمني ( 975-1050هـ) وهو (10) على
(10) الشيخ عليّ بن غانم المقدسي (920 - 1004 هـ) وهو على
(11) الشيخ محمد بن إبراهيم السمديسي (853-932 هـ) وهو على
(12) الشيخ الشهاب أحمد بن أسد الأُمْيُوطي (808-872 هـ) وهو على
(13) الإمام الحافظ حجة القراء شمس الدين أبي الخير محمد بن محمد بن محمد بن يوسف الجزري الشافعي (751 ـ 833 هـ) مؤلف الدرة وطيبة النشر وهو على
(14) أبي محمد عبد الرحمن بن أحمد بن البغدادي الواسطي ثم المصري (702 ـ 781 هـ) وهو على
(15) أبي عبد الله محمد بن أحمد بن عبد الخالق المعروف بالصائغ (636 ـ 725 هـ) وهو على
(16) علي بن شجاع الكمال الضرير صهر الإمام الشاطبي (572 ـ 661هـ) وهو على
(17) الإمام أبي القاسم القاسم بن فيرّه بن خلف بن أحمد الشاطبي الرعيني الضرير ( 538 ـ 590 هـ) مؤلف المنظومة الشاطبية في القراءات السبع وهو على
(18) أبي الحسن علي بن محمد بن هذيل البلنسي (470 ـ 564 هـ) وهو على
(19) أبي داود سليمان بن نجاح الأموي ( 413 ـ 496 هـ) وهو على
(20) الإمام الحافظ أبي عمرو عثمان بن سعيد الداني (371 ـ 444 هـ) مؤلف كتاب التيسير في القراءات السبع وهو على
(21) أبي الحسن طاهر بن غلبون المقرئ ( المتوفى سنة 399 هـ) وهو على
(22) أبي الحسن علي بن محمد بن صالح الهاشمي ( المتوفى سنة 368 هـ) وهو على
(23) أبي العباس أحمد بن سهل الأشناني ( المتوفى سنة 307 هـ ) وهو على
(24) أبي محمد عبيد بن الصبَّاح (المتوفى سنة 219 هـ) وهو على
(25) حفص بن سليمان بن المغيرة البزّاز الكوفي (المتوفى سنة 180 هـ ) وهو على
(26) عاصم بن بهدلة بن أبي النَّجود (المتوفى سنة 127 هـ) وهو على
(27) أبي عبد الرحمن عبد الله بن حبيب السُّلمي (المتوفى سنة 74 هـ) وهو على
(28) عثمان بن عفان وعلي بن أبي طالب وعبد الله بن مسعود وأبي بن كعب وزيد بن ثابت
وأخذ هؤلاء عن رسول الله، الذي تلقى القرآن عن جبريل، عن رب العزة.

## وفاته
توفي الشيخ بكري الطرابيشي في دُبي، يوم الخميس أول ربيع الآخر 1433هـ، الموافق 23 فبراير 2012م، وصُلِّي عليه بمسجد تلميذه الشيخ شيرزاد (مسجد محمد حسن الشيخ) بدبي - الطوار 2 في اليوم التالي بعد صلاة الجمعة، وكانت جنازته مشهودة.